# Royals
«Royals» es una canción de la cantante neozelandesa Lorde, incluida en su EP debut, The Love Club EP. Universal Music lanzó el EP junto al sencillo el 8 de marzo de 2013. Posteriormente, también la incluyó en su primer álbum de estudio, Pure Heroine, publicado el 27 de septiembre del mismo año. Compuesta por Lorde junto a Joel Little, la canción fue producida por este último. Su letra habla sobre temas como la aristocracia y hace referencias al «alcohol costoso, hermosas prendas y hermosos carros». Diversos críticos elogiaron su lírica.
Recibió comentarios positivos de los críticos de la música, así como puntuaciones de cinco estrellas por parte de sitios como About.com y Digital Spy. Algunos de estos compararon el estilo de Lorde con el de cantantes como Adele y Robyn. Alcanzó el primer puesto en las listas de países como Bélgica, Canadá, Estados Unidos, Irlanda, Nueva Zelanda y el Reino Unido; así como el top 10 en gran parte de Europa. Para noviembre de 2014, había vendido aproximadamente diez millones de copias en todo el mundo, lo que lo posiciona en la lista de los sencillos más vendidos en el mundo.
Para promocionarlo, Lorde publicó dos vídeos musicales, dirigidos por Joel Kefali. Además de esto, cantó el tema en programas como Late Night with Jimmy Fallon y Good Morning America. Diversos artistas como Selena Gomez, Fifth Harmony y The Weeknd la versionaron, y apareció en un episodio de la serie de televisión The Vampire Diaries. «Royals» recibió tres nominaciones a los premios Grammy de 2014, en las categorías de grabación del año, canción del año y mejor interpretación pop solista. Ganó las dos últimas de estas, pero perdió la primera contra «Get Lucky» de Daft Punk.

## Composición y descripción
Lorde compuso la canción bajo su nombre real, Ella Yelich O'Connor, junto a Joel Little. En una entrevista con la revista Billboard habló sobre el proceso de composición del tema, y reveló que lo compuso en su casa, en un período aproximado de media hora. Concretamente, dijo que: «Escribí todas las letras y las llevé al estudio y mi productor [Joel Little] estaba como "sí, esto es genial". Trabajamos en eso y en otras canciones en el EP en una semana, y solo hicimos un poco cada día». En una entrevista con VH1, comentó que una fotografía en National Geographic de un jugador de béisbol la inspiró para nombrar al tema, ya que la camisa de este decía «Royals». Allí mismo, reveló que la aristocracia también sirvió como influencia y que:

«Obviamente he tenido esta fascinación por la aristocracia toda mi vida [...] Como, los reyes y reinas de hace 500 años... son como estrellas de rock. Si hubiera habido un TMZ hace 500 años, hubiera sido sobre Henry VIII y Marie Antoinette y toda esa gente».

El primer verso de la canción habla sobre las humildes raíces de pueblo pequeño de Lorde y crecer en los suburbios de Auckland, Nueva Zelanda. El siguiente verso expresa su disconformidad con la desconexión que se crea entre ella y el mundo pop al que está expuesto. Según Maddie Coller de The Corner, el verso «Cristal, Maybach, diamonds on your timepiece / jet planes, islands, tigers on a gold leash / we don’t care / we aren’t caught up in your love affair» es un «rechazo impactante» a todas las cosas geniales, y de acuerdo con Common Sense Media, la línea «That kind of lux just ain't for us / We crave a different kind of buzz» muestra a Lorde junto a sus amigos rechazando el estilo de vida fiestero. Respecto al éxito del tema, Lorde dijo que: «Es raro, porque obviamente cuando lo escribí no tenía idea de que iba a ser una gran cosa o algo. Solo escribí algo que me gustó, y que pensé que era genial. Siempre es extraño, particularmente con mis letras, hay un tono muy distintivo y peculiar, y las personas están sentadas en sus habitaciones y versionándola en YouTube. Ha sido impresionante». Su contenido lírico recibió un reconocimiento en los 2013 APRA Silver Scroll Awards. De acuerdo con la partitura publicada en Musicnotes, la canción está compuesta en la tonalidad de sol mayor, tiene un tempo Andante de 85 pulsaciones por minuto y la voz de Lorde se extiende desde la nota de fa3 sostenido hasta la4. Universal Music lo lanzó junto al EP The Love Club el 8 de marzo de 2013. Posteriormente, «Royals» apareció en el primer álbum de estudio de la intérprete, Pure Heroine, lanzado el 27 de septiembre de 2013. En el Reino Unido la discográfica lo lanzó la semana del 21 de octubre de 2013.

## Recepción

### Comentarios de la crítica
Bill Lamb de About.com le otorgó a la canción una puntuación perfecta de cinco estrellas de cinco, y dijo que: «Si Adele aún fuera una adolescente y estuviera saliendo con Grimes, podría sonar un poco como Lorde en "Royals". Sin embargo, un elemento único sobre Lorde es que su canción suena como si estuviera reuniendo a un movimiento de compañeros adolescentes que han sido criados fuera del campo de la riqueza. Esta es una canción brillante de solidaridad para una nueva generación». También, señaló que es «una manera diferente de ver el mundo para los adolescentes» y uno de los mejores lanzamientos del año. Lewis Corner de Digital Spy también le otorgó la máxima puntuación y escribió una reseña positiva, la cual concluyó diciendo que: «El éxito de Lorde está aquí para quedarse». Por su parte, Huw Woodward de Renowned For Sound le dio cuatro estrellas y media y dijo que:

«Con una voz más allá de sus años y una gloriosamente sutil instrumentación la pista es un ejemplo estelar de cómo crear una melodía pegadiza y satisfactoriamente bailable sin irse por la borda con "explosivos" innecesarios que apartan al artista».

Diversos críticos de The Courner expresaron su opinión sobre el sencillo, y recibió un promedio de 7.5 sobre diez sobre la base de sus críticas. Joe Nunweek elogió el misterio, el drama y la letra de la canción, y dijo que: «Es una canción para todos los que alguna vez han sido jóvenes, ordinarios y enamorados de la música pop moderna en decadencia». Stephen Clover dijo que es «linda, inteligente y esculpida como el demonio», mientras que Luke Jacobs comentó que la parte más grande de la canción es su producción. Maddie Collier señaló que se asemeja al estilo de Robyn y Grimes, y George Johnston escribió que quería hacer comparaciones con Kimbra, Fever Ray, The Naked and Famous. El sitio Commons Sense Media escribió que: «Con un mensaje positivo anti-consumista, nada de lenguaje dudoso o sexo, y solo referencias menores al alcohol y la violencia, esta pista está bien para los adolescentes mayores de esa edad [11 años]». Algunos críticos de The Singles Jukebox compararon el tema con «Price Tag» de Jessie J, «Baby It's You» de JoJo y «Paper Planes» de M.I.A.. El sitio web Pitchfork la ubicó en el sexagésimo sexto puesto de su lista de las 200 mejores canciones lanzadas desde el año 2010 hasta el 2014.

### Recibimiento comercial

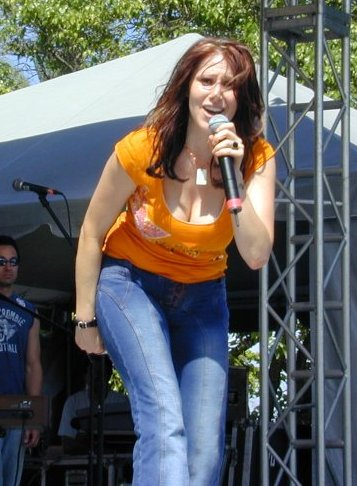
Llegar al número uno en el Billboard Hot 100 convirtió a Lorde en la artista más joven que logra encabezar la lista, desde que Tiffany lo consiguió en 1987.

«Royals» obtuvo una recepción comercial generalmente positiva. En el país natal de la cantante, debutó en el primer puesto y se mantuvo en él por tres semanas consecutivas. En el mismo país, vendió aproximadamente 75 000 copias, por lo que la RIANZ le otorgó cinco discos de platino. En los Estados Unidos también gozó de una buena recepción comercial, y logró batir diversos récords. Encabezó la lista Alternative Songs por más de seis semanas, lo que la convirtió en la canción de una artista femenina que logra permanecer más tiempo en el número uno en ese conteo, título que antes poseía «You Oughta Know» de Alanis Morissette, que estuvo en el número uno por cinco semanas en 1995. Simultáneamente, esto convirtió a Lorde en la primera artista femenina en diecisiete años que logra alcanzar el primer puesto en Alternative Songs, desde que Tracy Bonham lo logró con «Mother Mother» en 1996. También llegó a la cima en las listas Rock Songs y Digital Songs. Alcanzar el primer lugar en la última de estas listas convirtió a Lorde en la quinta artista femenina que logra que su sencillo debut alcance el número uno, luego de que Katy Perry lo lograra con «I Kissed a Girl», Lady Gaga y Colby O'Donis con «Just Dance», Kesha con «Tik Tok» y Carly Rae Jepsen con «Call Me Maybe».
«Royals» también alcanzó el número uno en la lista Billboard Hot 100, lo que convierte a Lorde en la artista más joven en alcanzar el número uno en la lista desde que Tiffany lo consiguió con «I Think We're Alone Now» en 1987. De igual forma, Lorde es la primera artista femenina neozelandesa que logra llegar al número uno como artista líder. Cumplir cuatro semanas en la cima de la lista convirtió a «Royals» en el sencillo de una artista femenina más duradero en dicha posición del año, así como el más duradero desde que «Call Me Maybe» de Carly Rae Jepsen ocupó el número uno durante nueve semanas. Ubicó el número dos en Streaming Songs, y el primer puesto en Adult Pop Songs, Radio Songs y Pop Songs. Llegar al número uno en Pop Songs convirtió a la intérprete en la tercera más joven en lograrlo, luego de JoJo que lo logró con «Leave (Get Out)» a los trece años, y Miley Cyrus, que encabezó la lista con «Party in the U.S.A.» a los dieciséis. Para la semana que finalizó el 6 de noviembre de 2013, la canción había alcanzado la cifra de tres millones de copias vendidas solo en los Estados Unidos, lo que la convirtió en la undécima canción que logra vender esa cantidad en el 2013. Para la semana siguiente, «Royals» ya era la décima canción más vendida del año en el territorio. Para finales del 2013, la canción alcanzó la cifra de 4 415 000 de copias vendidas, lo que la convirtió en la quinta más descargada del año. Esto convirtió a Lorde en la artista más joven que logra posicionar una canción entre las diez más vendidas del año, luego de que Miley Cyrus lo logró en 2009 con «Party in the U.S.A.». Simultáneamente, fue la canción de una artista femenina más vendida del 2013. Para abril de 2014, había vendido 5 467 000 de copias en el país, y la RIAA le otorgó siete discos de platino.
En Australia, su lanzamiento tuvo lugar al mismo tiempo que el de The Love Club, por lo que aparecieron como uno solo en la lista Australian Singles Chart, donde alcanzaron el número dos. Sin embargo, «Royals» logró posicionarse por sí solo en la lista Australia Digital Songs, también en la segunda posición. A pesar de esto, llegó a convertirse en la canción con más streaming del 2013 en el país, y apareció junto al EP en la lista de los sencillos más vendidos del año, en el número cinco. De igual forma, entre The Love Club y «Royals» lograron vender más de 490 000 copias en el territorio, por lo que la ARIA los reconoció con siete discos de platino. En Canadá alcanzó el primer puesto, y recibió seis discos de platino por parte de la CRIA, luego de vender 480 000 copias en el territorio. En los Países Bajos debutó en el puesto número noventa y uno, y semanas más tarde ascendió hasta el cuatro. En Dinamarca llegó hasta el número tres, y en Francia alcanzó el puesto siete. También ingresó a las listas de países como Suiza y la República Checa, en las posiciones tres y siete, respectivamente. En Alemania llegó al número nueve, y en Irlanda alcanzó la primera posición. Alcanzó las posiciones número dos y cuatro en Austria y Suecia, respectivamente. «Royals» logró el puesto número uno en las listas de la región Valona y Flandes de Bélgica. La canción debutó en el primer puesto de la lista UK Singles Chart, lo que la convirtió en la canción de una solista más joven que logra debutar en dicha posición desde que Billie lo logró en 1998 con «Because We Want». Simultáneamente ingresó a la lista de Escocia directamente en el número uno. En Italia logró alcanzar la primera posición, y la FIMI le dio un disco de platino por comercializar 30 000 copias. A finales del 2013, Spotify anunció que «Royals» fue el tema con más streaming del año en Nueva Zelanda, lo que lo posicionó sobre otros como «Radioactive» de Imagine Dragons, «Blurred Lines» de Robin Thicke y «Tennis Court», de la misma Lorde. Para noviembre de 2014, había vendido aproximadamente diez millones de copias en todo el mundo, lo que lo posiciona en la lista de los sencillos más vendidos en el mundo.

## Vídeos musicales
Para promocionar «Royals», Lorde lanzó dos vídeos musicales; uno en su cuenta personal en YouTube el 12 de mayo de 2013, y uno especialmente para los Estados Unidos en su cuenta VEVO, el 18 de junio del mismo año. Joel Kefali dirigió las filmaciones. Los vídeos básicamente muestran a dos chicos adolescentes practicando boxeo y viviendo una vida regular, saliendo con sus amigos y tomando el tren. Esto se intercala con escenas de Lorde cantando en una habitación. Sin embargo, en el vídeo original las apariciones de Lorde son escasas, respecto a esto, comentó que:

«Con la música pop y los cantantes pop, sabes todo acerca de todos todo el tiempo, particularmente [sobre] su apariencia física. Con cantantes femeninas que han hecho una gran cosa y creo que la gente, desde luego yo [también], han apreciado un poco de misterio. Cuando lancé mi primer EP no tenía ninguna imagen de mí misma, solo esta ilustración que fue la portada del EP. Así que fue un poco algo de que hablar. La gente estaba como "¿Quién es esta? muestra tu cara ya". Desde entonces he sido muy selectiva sobre el contenido visual que sale de mí. Es algo sobre lo que me siento fuerte. Con el vídeo musical, quería continuar con ese enfoque. El vídeo musical para mí fue sobre crear una obra de arte y quería que se sintiera cinematográfico y como algo en lo que puedes sumergirte. Tenerme a mí en él no se sentía como algo necesario para crear ese mundo. Así que estoy en él solo por muy poco. Creo que funciona bien. Hay tres tomas de mí, yo empiezo el vídeo y yo cierro el vídeo y hay una toma de 30 segundos de interpretación, de la cual la gente debe haber dicho, "No estás en el vídeo para nada y cuando estás es por años y es casi incómodo". Si puedo tener ese tipo de respuesta de la gente, entonces creo que estoy haciendo algo bien».

Perez Hilton escribió una crítica referente a ello, en la que comentó que: «El ángulo es definitivamente único, pero nos hubiera gustado ver más a la belleza de cabello rizado». La versión oficial recibió una nominación en la ceremonia de premios filipense MYX Music Award, en la categoría de vídeo internacional favorito, sin embargo, perdió ante «Roar» de Katy Perry. Asimismo, ganó el premio a mejor vídeo de rock en los MTV Video Music Awards de 2014, lo que convirtió a Lorde en la primera artista femenina en la historia en ganar el premio.

## Interpretaciones, versiones y uso en los medios
El 13 de agosto de 2013, Lorde cantó «Royals» junto a «The Love Club», canción que da nombre a su EP, en el programa KCRW. También la cantó en The Kevin and Bean Show, donde ofreció una entrevista. El 2 de octubre del mismo año la cantó junto a «White Teeth Teens» en Late Night with Jimmy Fallon. Dos días después, la presentó en Good Morning America. Ese mismo día, la cantó en el programa de televisión Big Morning Buzz Live. Luego la presentó en The Ellen DeGeneres Show el 9 de octubre de 2013. La interpretó nuevamente el 6 de diciembre en el concierto de nominaciones a los premios Grammy de 2014, celebrado en el Nokia Theatre. En la ceremonia oficial de estos premios, celebrada el 26 de enero de 2014, cantó «Royals». Además de Lorde, diversos artistas versionaron y remezclaron la canción. La cantante estadounidense Selena Gomez hizo su propia versión de la canción durante su Stars Dance Tour en 2013, la cual fue bien recibida. Algunas personas acreditan el éxito de «Royals» al hecho de que Gomez la versionó. La banda Saints Of Valory también realizó su versión del tema, con toques de country y rock. El productor RAAK hizo una remezcla hip-hop de la canción junto a Gilbere Forte. El cantante canadiense The Weeknd también hizo su versión de la canción. La banda femenina estadounidense Fifth Harmony cantó «Royals» durante el I Wish Tour de Cher Lloyd, donde eran invitadas especiales. Las concursantes de la versión neozelandesa de The X Factor, Gap5, interpretaron el tema en una audición.
El grupo Walk off the Earth versionó la canción y la lanzó como sencillo en iTunes el 22 de agosto de 2013. El grupo femenino Cimorelli también interpretó la canción. Pentatonix realizó una versión a cappella del tema. Mutya Keisha Siobhan, antiguo miembro de Sugababes la versionó, y también el cantante Mayer Hawthorne, para su serie de conciertos de VEVO. La canción apareció en el primer episodio de la quinta temporada de The Vampire Diaries, titulado «I Know What You Did Last Summer». El tercer episodio de la tercera temporada de la Revenge y del estreno de la tercera temporada Suburgatory. La compañía Samsung utilizó la canción para un vídeo con el fin de promocionar productos de su creación, como el Samsung Galaxy Note 3 y el reloj Galaxy Gear. Dicho comercial sigue a un hombre —que más tarde se descubre que se trata de Lionel Messi— que recorre un humilde pueblo. Mientras camina, los niños del pueblo lo observan y cantan la canción. Simultáneamente, Messi utiliza el teléfono y el reloj para demoler un edificio abandonado, y construir allí una cancha de fútbol, donde luego juega con los niños. El estadounidense DJ Earworm, conocido por remezclar los mayores éxitos del año, incluyó a «Royals» en su mash-up de 2013, junto a temas como «Wrecking Ball» de Miley Cyrus, «Wake Me Up!» de Avicii, «Don't You Worry Child» de Swedish House Mafia, entre otros. El cantante Jason Derulo la cantó en BBC's Radio 1 Live Lounge. Durante una entrevista con una estación de radio neozelandesa, el cantante británico Ed Sheeran cantó una versión acústica de «Royals». El finalista de The Voice Taylor John Williams hizo una versión soul y funk, en la que omitió los elementos pop de la canción «porque la original no suena enfadada, y creo que es una canción que puede sonar enfadada».

## Formatos
- Descarga digital

| «Royals» — Sencillo |          |          |  |
| N.º                 | Título   | Duración |  |
| 1.                  | «Royals» | 3:10     |  |

| «Royals / White Noise» con Disclosure — En vivo desde los BRIT Awards 2014 |                                         |          |  |
| N.º                                                                        | Título                                  | Duración |  |
| 1.                                                                         | «Royals / White Noise» (con Disclosure) | 4:59     |  |

## Posicionamiento en listas

### Semanales
| País              | Lista                     | Mejor posición |             |
| 2013 - 2014       | 2013 - 2014               | 2013 - 2014    | 2013 - 2014 |
| ----------------- | ------------------------- | -------------- | ----------- |
| Alemania          | German Singles Chart      | 8              |             |
| Australia         | Australian Singles Chart  | 2              |             |
| Australia         | Australia Digital Songs   | 2              |             |
| Austria           | Ö3 Austria Top 40         | 2              |             |
| Bélgica (Flandes) | Ultratop 50               | 1              |             |
| Bélgica (Valonia) | Ultratop 50               | 1              |             |
| Canadá            | Canadian Hot 100          | 1              |             |
| Dinamarca         | Tracklisten               | 3              |             |
| Escocia           | Scottish Singles Chart    | 1              |             |
| Eslovaquia        | Radio Top 100             | 4              |             |
| España            | Spanish Singles Chart     | 9              |             |
| Estados Unidos    | Adult Pop Songs           | 1              |             |
| Estados Unidos    | Alternative Songs         | 1              |             |
| Estados Unidos    | Billboard Hot 100         | 1              |             |
| Estados Unidos    | Digital Songs             | 1              |             |
| Estados Unidos    | Pop Songs                 | 1              |             |
| Estados Unidos    | Radio Songs               | 1              |             |
| Estados Unidos    | Rock Songs                | 1              |             |
| Estados Unidos    | Streaming Songs           | 2              |             |
| Finlandia         | Finnish Singles Chart     | 8              |             |
| Francia           | French Singles Chart      | 4              |             |
| Hungría           | Single (Track) Top 40     | 10             |             |
| Irlanda           | Irish Singles Chart       | 1              |             |
| Italia            | Top Digital Download      | 1              |             |
| Noruega           | Norwegian Singles Chart   | 3              |             |
| Nueva Zelanda     | New Zealand Singles Chart | 1              |             |
| Países Bajos      | Single Top 100            | 4              |             |
| Polonia           | Polish Airplay Top 20     | 11             |             |
| Reino Unido       | UK Singles Chart          | 1              |             |
| República Checa   | Radio Top 100             | 7              |             |
| Suecia            | Swedish Singles Chart     | 4              |             |
| Suiza             | Swiss Single Chart        | 3              |             |

| País          | Lista                             | Mejor posición |      |
| 2014          | 2014                              | 2014           | 2014 |
| ------------- | --------------------------------- | -------------- | ---- |
| Irlanda       | Irish Singles Chart               | 93             |      |
| Nueva Zelanda | New Zealand Artists Singles Chart | 9              |      |
| Reino Unido   | UK Singles Chart                  | 72             |      |

#### Sucesión en listas
| Predecesor: «Sweater Weather» de The Neighbourhood                   | Alternative Songs — Sencillo número uno 24 de agosto de 2013 — 12 de octubre de 2013                                                    | Sucesor: «Out of My League» de Fitz and The Tantrums                                                                         |
| Predecesor: «Wrecking Ball» de Miley Cyrus «Rap God» de Eminem       | Digital Songs — Sencillo número uno 5 de octubre de 2013 — 2 de noviembre de 2013 9 de noviembre de 2013 — 16 de noviembre de 2013      | Sucesor: «Rap God» de Eminem «The Monster» de Eminem con Rihanna                                                             |
| Predecesor: «Radioactive» de Imagine Dragons                         | Rock Songs — Sencillo número uno 14 de septiembre de 2013 — 24 de enero de 2014                                                         | Sucesor: «Let Her Go» de Passenger                                                                                           |
| Predecesor: «Just Give Me a Reason» de Pink con Nate Ruess           | New Zealand Singles Chart — Sencillo número uno 18 de marzo de 2013 — 8 de abril de 2013                                                | Sucesor: «Let Her Go» de Passenger                                                                                           |
| Predecesor: «Wrecking Ball» de Miley Cyrus                           | Billboard Hot 100 — Sencillo número uno 12 de octubre de 2013 — 14 de diciembre de 2013                                                 | Sucesor: «Wrecking Ball» de Miley Cyrus                                                                                      |
| Predecesor: «Roar» de Katy Perry «The Monster» de Eminem con Rihanna | Canadian Hot 100 — Sencillo número uno 12 de octubre de 2013 — 9 de noviembre de 2013 23 de noviembre de 2013 — 30 de noviembre de 2013 | Sucesor: «The Monster» de Eminem con Rihanna                                                                                 |
| Predecesor: «Roar» de Katy Perry «Wings» de Birdy                    | Irish Singles Chart — Sencillo número uno 10 de octubre de 2013 — 17 de octubre de 2013 24 de octubre de 2013 — 31 de octubre de 2013   | Sucesor: «Wings» de Birdy «Story of My Life» de One Direction                                                                |
| Predecesor: «Roar» de Katy Perry                                     | Radio Songs — Sencillo número uno 2 de noviembre de 2013 — 14 de diciembre de 2013                                                      | Sucesor: «Wake Me Up!» de Avicii                                                                                             |
| Predecesor: «Counting Stars» de OneRepublic                          | Scottish Singles Chart — Sencillo número uno 2 de noviembre de 2013 — 9 de noviembre de 2013                                            | Sucesor: «Eat, Sleep, Rave, Repeat» de Fatboy Slim y Riva Starr con Beardyman                                                |
| Predecesor: «Counting Stars» de OneRepublic                          | UK Singles Chart — Sencillo número uno 2 de noviembre de 2013 — 9 de noviembre de 2013                                                  | Sucesor: «The Monster» de Eminem con Rihanna                                                                                 |
| Predecesor: «Roar» de Katy Perry                                     | Pop Songs — Sencillo número uno 2 de noviembre de 2013 — 9 de noviembre de 2013                                                         | Sucesor: «Wake Me Up!» de Avicii                                                                                             |
| Predecesor: «Roar» de Katy Perry                                     | Adult Pop Songs — Sencillo número uno 9 de noviembre de 2013 — 30 de noviembre de 2013                                                  | Sucesor: «Wake Me Up!» de Avicii                                                                                             |
| Predecesor: «Cambia-menti» de Vasco Rossi                            | Top Digital Download — Sencillo número uno 31 de octubre de 2013 — 7 de noviembre de 2013                                               | Sucesor: «Burn» de Ellie Goulding                                                                                            |
| Predecesor: «Tsunami» de DVBBS & Borgeous                            | Ultratop 50 (Flandes) — Sencillo número uno 9 de noviembre de 2013 — 14 de diciembre de 2013                                            | Sucesor: «Samen voor altijd» de Marco Borsato met Jada Borsato con Willem Frederiks & Lange Frans y Day Ewbank & John Ewbank |
| Predecesor: «Tsunami» de DVBBS & Borgeous                            | Ultratop 50 (Valonia) — Sencillo número uno 23 de noviembre de 2013 — 30 de noviembre de 2013                                           | Sucesor: «Tous les mêmes» de Stromae                                                                                         |

### Anuales
| Australia         | Australian Singles Chart  | 5  |
| Austria           | Ö3 Austria Top 40         | 46 |
| Bélgica (Flandes) | Ultratop 50               | 43 |
| Bélgica (Valonia) | Ultratop 40               | 68 |
| Canadá            | Canadian Hot 100          | 18 |
| Estados Unidos    | Adult Pop Songs           | 23 |
| Estados Unidos    | Alternative Songs         | 12 |
| Estados Unidos    | Billboard Hot 100         | 15 |
| Estados Unidos    | Digital Songs             | 11 |
| Estados Unidos    | Pop Songs                 | 27 |
| Estados Unidos    | Radio Songs               | 20 |
| Estados Unidos    | Rock Songs                | 3  |
| Estados Unidos    | Streaming Songs           | 17 |
| Italia            | Top Digital Downloand     | 53 |
| Nueva Zelanda     | New Zealand Singles Chart | 2  |
| Países Bajos      | Single Top 100            | 15 |
| Reino Unido       | UK Singles Chart          | 44 |
| Suecia            | Swedish Singles Chart     | 75 |
| Suiza             | Swiss Single Chart        | 51 |

| Bélgica (Flandes) | Ultratop 50       | 69 |
| Bélgica (Valonia) | Ultratop 40       | 40 |
| Canadá            | Canadian Hot 100  | 35 |
| Estados Unidos    | Adult Pop Songs   | 37 |
| Estados Unidos    | Billboard Hot 100 | 20 |
| Estados Unidos    | Digital Songs     | 22 |
| Estados Unidos    | Radio Songs       | 18 |
| Estados Unidos    | Rock Songs        | 3  |
| Estados Unidos    | Streaming Songs   | 22 |

## Certificaciones
| País           | Organismo certificador | Certificación | Ventas certificadas | Simbolización | Ref.    |
| -------------- | ---------------------- | ------------- | ------------------- | ------------- | ------- |
| Alemania       | BVMI                   | Oro           | 150 000             | ●             | [ 137 ] |
| Australia      | ARIA                   | 7× Platino    | 490 000             | 7▲            | [ 51 ]  |
| Bélgica        | BEA                    | Oro           | 15 000              | ●             | [ 138 ] |
| Canadá         | Music Canada           | 6× Platino    | 480 000             | 6▲            | [ 53 ]  |
| Dinamarca      | IFPI — Dinamarca       | Platino       | 30 000              | ▲             | [ 139 ] |
| Estados Unidos | RIAA                   | Diamante      | 10 000              | 10▲           | [ 47 ]  |
| Italia         | FIMI                   | 2× Platino    | 60 000              | 2▲            | [ 68 ]  |
| Noruega        | IFPI — NORUEGA         | 5x Platino    | 50 000              |               | [ 140 ] |
| Nueva Zelanda  | RMNZ                   | 6× Platino    | 90 000              | 6▲            | [ 141 ] |
| Reino Unido    | BPI                    | Platino       | 600 000             | ▲             | [ 142 ] |
| Suecia         | IFPI — Suecia          | 4× Platino    | 160 000             | 4▲            | [ 143 ] |
| Suiza          | IFPI — Suiza           | Oro           | 15 000              | ●             | [ 144 ] |
| Venezuela      | Record Report          | Platino       | 10 000              |               | [ 140 ] |

## Premios y nominaciones
«Royals» tuvo múltiples candidaturas en diversas premiaciones internacionales, entre las que destacan tres nominaciones a los premios Grammy de 2014, en las categorías de grabación del año, canción del año y mejor interpretación pop solista; a su vez, el álbum debut de Lorde, Pure Heroine, obtuvo una nominación en mejor álbum de pop vocal. El sencillo ganó las dos últimas de sus categorías mencionadas, pero perdió en grabación del año contra «Get Lucky» de Daft Punk con Pharrell Williams y Nile Rodgers. Esto convirtió a Lorde, de 17 años para ese entonces, en la artista neozelandesa más joven en ganar un Grammy, así como la tercera más joven en total. Simultáneamente, le otorgó el título de la artista más joven en recibir una nominación a grabación del año, récord que ostentaba Monica, cuando fue nominada a sus 18 años por «The Boy Is Mine», junto a Brandy. A continuación, una lista de sus nominaciones:
| Año  | Ceremonia de premiación      | Premio                               | Resultado | Ref.            |
| ---- | ---------------------------- | ------------------------------------ | --------- | --------------- |
| 2013 | APRA Silver Scroll Awards    | Premio Silver Scroll                 | Ganadora  | [ 23 ]          |
| 2013 | New Zealand Music Awards     | Sencillo del año                     | Ganadora  | [ 148 ]         |
| 2014 | BBC Music Awards             | Canción del año                      | Nominada  | [ 149 ]         |
| 2014 | Premios Grammy               | Grabación del año                    | Nominada  | [ 18 ]          |
| 2014 | Premios Grammy               | Canción del año                      | Ganadora  | [ 18 ]          |
| 2014 | Premios Grammy               | Mejor interpretación pop solista     | Ganadora  | [ 18 ]          |
| 2014 | MYX Music Awards             | Vídeo internacional favorito         | Nominada  | [ 74 ]          |
| 2014 | iHeartRadio Music Awards     | Canción de rock alternativo del año  | Nominada  | [ 150 ]         |
| 2014 | Billboard Music Awards       | Lo mejor como Hot 100 Song           | Nominada  | [ 151 ]         |
| 2014 | Billboard Music Awards       | Lo mejor como Digital Song           | Nominada  | [ 151 ]         |
| 2014 | Billboard Music Awards       | Lo mejor como Radio Song             | Nominada  | [ 151 ]         |
| 2014 | Billboard Music Awards       | Lo mejor como Streaming Song (Audio) | Nominada  | [ 151 ]         |
| 2014 | Billboard Music Awards       | Lo mejor como Rock Song              | Ganadora  | [ 151 ]         |
| 2014 | MTV Video Music Awards Japan | Mejor vídeo de un artista nuevo      | Nominada  | [ 152 ] [ 153 ] |
| 2014 | MuchMusic Video Awards       | Mejor vídeo de artista internacional | Ganadora  | [ 154 ]         |
| 2014 | MTV Video Music Awards       | Mejor vídeo femenino                 | Nominada  | [ 76 ]          |
| 2014 | MTV Video Music Awards       | Mejor vídeo de rock                  | Ganadora  | [ 76 ]          |
| 2014 | New Zealand Music Awards     | Sencillo neozelandés más vendedor    | Ganadora  | [ 155 ]         |